# Puzzlewood

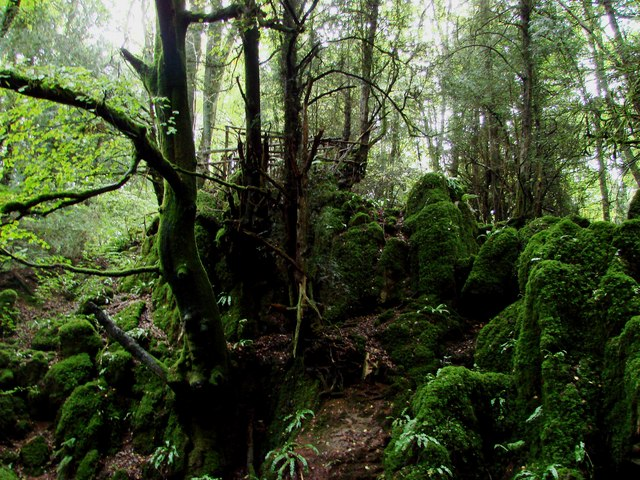
Részlet az erdőből

Puzzlewood (magyarul „rejtélyerdő”) erdős terület a deani erdőben (Gloucestershire, Anglia). A mintegy 5,7 hektárnyi területen római vasbányák nyomát fedezték fel. Ma turistalátványosság. A környező ösvények olyan zavarbaejtően rendeződnek, hogy érzékcsalódást okozhatnak: az idelátogatók gyakran hat hidat számolnak meg a helyszínen, holott csak kettő van.
Úgy tartják, hogy Puzzlewood volt az egyik olyan hely, amelyről J. R. R. Tolkien Középföldét mintázta A Gyűrűk Ura című regénye megírásakor.
Itt forgatta a BBC tévétársaság, a Merlin kalandjai sorozat The Labyrinth of Gedref, és The Nightmare Begins című részeit, továbbá a Ki vagy, Doki? Hús és kő című részét.

## Fordítás
- Ez a szócikk részben vagy egészben  a   Puzzlewood című angol Wikipédia-szócikk ezen változatának fordításán alapul.  Az eredeti cikk szerkesztőit annak laptörténete sorolja fel. Ez a jelzés csupán a megfogalmazás eredetét és a szerzői jogokat jelzi, nem szolgál a cikkben szereplő információk forrásmegjelöléseként.